# Hvepsebier
Med over 850 arter er hvepsebier (Nomada) en af de største slægter i familien Apidae, og den største slægt af kleptoparasitiske bier. Navnet kleptoparasit kommer af, at hvepsebier lægger deres æg i andre biers reder. Når deres larver klækkes, stjæler de ressourcer i form af pollen og nektar, som værten har indsamlet til sit eget afkom.

## Etymologi
Navnet "Nomada" er afledt af det græske ord nomas (νομάς), der betyder "vandrende."

## Biologi
Hvepsebier snylter på mange forskellige typer bier som værter, primært slægten Andrena, men også Agapostemon, Melitta, Eucera og Exomalopsis. Som parasitter mangler de en pollenkurv på deres bagben (en såkaldt scopa), og er for det meste hårløse, da de ikke selv samler pollen til at føde deres afkom. Ligesom andre bier er voksne kendt for at besøge blomster for at ernære sig med nektar. På grund af manglen på scopa og deres adfærd i øvrigt betragtes de som dårlige bestøvere.

## Arter i Danmark
Der er registreret 34 arter af hvepsebier i Danmark, bl.a. den meget sjældne tormentilhvepsebi, der efter ikke havde været set herhjemme i et halvt århundrede, blev genfundet i 2022.